# Episodi di Futurama (nona stagione)
La nona stagione della serie animata Futurama, composta da dieci episodi, è stata pubblicata a cadenza settimanale negli Stati Uniti, sulla piattaforma streaming Hulu a partire dal 29 luglio 2024. In Italia è stata pubblicata in contemporanea su Disney+.
| n. | Codice di produzione | Titolo originale                  | Titolo italiano             | Pubblicazione     |
| -- | -------------------- | --------------------------------- | --------------------------- | ----------------- |
| 1  | 9ACV01               | The One Amigo                     | Un vero amigo               | 29 luglio 2024    |
| 2  | 9ACV02               | Quids Game                        | Serata giochi               | 5 agosto 2024     |
| 3  | 9ACV03               | The Temp                          | Il precario                 | 12 agosto 2024    |
| 4  | 9ACV04               | Beauty and the Bug                | La bella e la scaramucca    | 19 agosto 2024    |
| 5  | 9ACV05               | One Is Silicon and the Other Gold | Uno è silicone, l'altro oro | 26 agosto 2024    |
| 6  | 9ACV06               | Attack of the Clothes             | L'attacco dei pantacloni    | 2 settembre 2024  |
| 7  | 9ACV07               | Planet Espresso                   | Planet Espresso             | 9 settembre 2024  |
| 8  | 9ACV08               | Cuteness Overlord                 | Tenerezza esagerata         | 16 settembre 2024 |
| 9  | 9ACV09               | The Futurama Mystery Liberry      | Il mistero della Libberia   | 23 settembre 2024 |
| 10 | 9ACV10               | Otherwise                         | Realtà alternative          | 30 settembre 2024 |

## Un vero amigo
- Titolo originale: The One Amigo
- Diretto da: Andrew Han
- Scritto da: Eric Horsted

### Trama
Dopo aver venduto degli NFT delle versioni di sè stesso, Bender torna in Messico per riscoprire le sue origini.
- Sottotitolo iniziale: Il tuo amico televisivo

## Serata giochi
- Titolo originale: Quids Game
- Diretto da: Crystal Chesney e Peter Avanzino
- Scritto da: Cody Zigler

### Trama
È il compleanno di Fry, anche se questo lo porta a ricordare dolorosi traumi. Leela organizza una festa a sorpresa sopra la navicella della Planet Express, durante una finta consegna. A seguito di un misterioso dirottamento, la navicella finisce nel pianeta di tre alieni di origine sconosciuta. Con l'obiettivo di studiare le varie forme di vita che finiscono con loro, trasformano ben presto il ricordo del 9º compleanno di Fry in un gioco mortale.
- Sottotitolo iniziale: È dimostrato che stimoli lo sviluppo cerebrale in oggetti inanimati
- curiosità: Secondo la produttrice Claudia Katz, l'episodio è stato una sfida produttiva notevole, per la mole di personaggi principali e secondari presenti nell'episodio (37 in totale).

## Il precario
- Titolo originale: The Temp
- Diretto da: Edmund Fong
- Scritto da: David A. Goodman

### Trama
Un misterioso lavoratore precario temporaneo prende il posto di Fry sia al lavoro... che nella vita.
- Sottotitolo iniziale: Prodotto venduto a peso, non per qualità

## La bella e la scaramucca
- Titolo originale: Beauty and the Bug
- Diretto da: Peter Avanzino
- Scritto da: Patric M. Verrone

### Trama
I membri della Planet fanno visita al ranch Wong su Marte, apprendendo della "Scorrida", uno sport che fa da parodia alla "Corrida", dove al posto dei Tori, si sfidano le Scaramucche maschio, più aggressive e combattive. Preso come un gioco, tutti partecipano alla tradizionale corsa di apertura della "Scorrida", dove i Matador corrono in una maratona, inseguiti da una mandria di Scaramucche maschio. È lì che Bender si innamora di una FemBot messicana, e Abder Doubledeal gli propone di diventare un Matador.
- Sottotitolo iniziale: Chi continua a cancellarci?

## Uno è silicone, l'altro oro
- Titolo originale: One Is Silicon and the Other Gold
- Diretto da: Ira Sherak
- Scritto da: Maiya Williams

### Trama
Leela diventa amica di una Chatbot gelosa.
- Sottotitolo iniziale: Raccomandato dai matematici "E stratto da pi greco"

## L'attacco dei pantacloni
- Titolo originale: Attack of the Clothes
- Diretto da: Peter Avanzino e Andrew Han
- Scritto da: Ariel Ladensohn

### Trama
Il professor Fransworth, dopo l'ennesimo fallimento scientifico, decide di riscoprire la sua seconda passione: la moda. Diventa uno stilista, e inventa ben presto una soluzione di natura animale (degli insetti fabbricatori) per produrre abiti economici in massa, incoraggiando il fenomeno del Fast-Fashion. Questi diventa ben presto un successo strepitoso, ma un imprevedibile disastro ambientale irreversibile... 
- Sottotitolo iniziale: Abbastanza da condividere con tutta la classe.

## Planet Espresso
- Titolo originale: Planet Espresso
- Diretto da: Crystal Chesney-Thompson
- Scritto da: Bill Odenkirk

### Trama
Hermes riscopre le sue origini, tornando in Giamaica in occasione della morte del padre, che lo abbandonò da piccolo. Da lui eredita una piantagione di Caffè, che nascondono i relitti di una misteriosa astronave aliena millenaria...
- Sottotitolo iniziale: Disponibile anche in supposte!

## Tenerezza esagerata
- Titolo originale: Cuteness Overlord
- Diretto da: Edmund Fong
- Scritto da: Kristin Gore

### Trama
Amy rimane ossessionata dal collezionare una nuova serie di pupazzi tenerissimi, che nascondono però una natura ambigua e violenta...
- Sottotitolo iniziale: Non sono un robot

## Il mistero della Libberia
- Titolo originale: The Futurama Mystery Liberry
- Diretto da: Corey Barnes e Peter Avanzino
- Scritto da: David X. Cohen, Jeanette Lim e Patric M. Verrone

### Trama
Futurama viene reinterpretato in tre parodie di classici gialli per bambini.
- Sottotitolo iniziale: L'avete trasmesso, non potete de-trasmetterlo

## Realtà alternative
- Titolo originale: Otherwise
- Diretto da: Ira Sherak
- Scritto da: Ken Keeler

### Trama
Dopo che Fry chiede nuovamente a Leela di sposarlo, viene colto da un attacco quasi fatale di Déjà Vu...
- Sottotitolo iniziale: Non siamo ancora fuori dalle emittenti!